# Miami (Teksas)
Miami – miasto w Stanach Zjednoczonych, w stanie Teksas, w hrabstwie Roberts. W 2000 roku liczyło 588 mieszkańców.